# На переломе (фильм)
«На переломе» — советский художественный фильм режиссёра Николая Лебедева.
Вышел на экраны 9 декабря 1957 года.

## Сюжет
Виктора Цаплина подростком после смерти отца мачеха отдала в одесский детдом из-за подозрения в краже часов. В детдоме новенького встретили недружелюбно. Когда у воспитателя Луки Степановича пропали старинные часы, виновником сочли Виктора. Через несколько дней Виктор находит часы на пляже, но никому не говорит об этом.
Успешно закончив семилетку, Виктор поступил в мореходное училище. Он плохо учится, нарушает дисциплину. Однажды он уходит в море с подвыпившими рыбаками. Встав у штурвала, Виктор разбивает катер. Его отчисляют из училища.
О своей судьбе Виктор рассказывает девушке Свете и Луке Степановичу. Под их влиянием он решает изменить свою жизнь. Виктор Цаплин решает уехать работать кочегаром на Камчатку. Перед отъездом он дарит Луке Степановичу новые часы и обещает друзьям стать новым человеком.

## В ролях
- Вячеслав Жариков — Виктор Цаплин
- Нина Дробышева — Нина
- Михаил Екатерининский — Лука Степанович
- Андрей Костричкин — отец Светы
- Виктор Гераскин — Капельдудкин
- Юрий Сорокин — Яшка
- Иван Дмитриев — Никитенко
- Лев Жуков — Старовойтов
- Борис Лёскин — Димка
- Любовь Виролайнен — девочка[К 1]

В эпизодах: Александр Мельников, Александр Соколов, Антонина Павлычева и другие.

## Съёмочная группа
- Режиссёр-постановщик — Николай Лебедев
- Автор сценария — Евгений Митько
- Оператор-постановщик — Виталий Чулков
- Композитор — Владимир Маклаков
- Автор текста песни — Николай Глейзаров
- Звукооператор — Б. Хуторянский
- Художники — Александр Блэк и Михаил Головатинский
- Монтажёр — Е. Миронова
- Директор картины — Н. Семёнов

## Критика
Киновед Кира Парамонова писала, что «скопление мелких бытовых конфликтов, характеризующих трудное детство героя, сделало фильм не только безрадостным, но беспросветным», и считала, что даже введённый режиссёром оптимистический «финал не мог изменить сущность произведения». Она утверждала: «Даже высокий профессионализм режиссёра не смог преодолеть искусственность и однообразие сюжета».

## Комментарии
1. ↑  в титрах Л. Уроженко; дебют в кино 16-летней актрисы